# Another Day in Paradise (Phil Collins)
Another Day in Paradise è un singolo del cantautore britannico Phil Collins, pubblicato il 23 ottobre 1989 come primo estratto dal quarto album in studio ...But Seriously.

## Descrizione
Così come il brano Man on the Corner, scritto da Collins ai tempi in cui faceva parte dei Genesis, Another Day in Paradise affronta il tema dei senzatetto, con uno stile musicale completamente diverso da quello utilizzato dal cantante fino a quel momento. Il singolo raggiunse la vetta di numerose classifiche, diventando uno dei maggiori successi di Phil Collins, che nel 1991 vinse il Grammy Award alla registrazione dell'anno. Il brano inoltre ottenne anche un Brit Award come miglior singolo britannico del 1990. Per il titolo della canzone Phil prese spunto da una frase del brano Par Avion di Mike + The Mechanics del 1985.

## Successo commerciale
Il 23 dicembre 1989 è diventato il settimo (e ultimo) singolo di Collins a raggiungere il primo posto della Billboard Hot 100 negli Stati Uniti. È rimasto in vetta alla classifica per quattro settimane consecutive, diventando così l'ultimo singolo numero uno degli anni ottanta, nonché il primo singolo numero uno degli anni novanta.
Another Day in Paradise è stata inoltre posizionata alla posizione numero 86 della classifica stilata dalla rivista Billboard delle Più grandi canzoni di tutti i tempi.

## Video musicale
Il videoclip, interamente in bianco e nero effetto seppia, mostra il cantautore e alcuni senzatetto a sequenze alternate.

## Tracce
12" single WEA 257 358-0 / EAN 0022925735805
1. Another Day in Paradise (album version) – 5:22
2. Another Day in Paradise (radio edit) – 4:04

CD Maxi single Virgin VSCD 1234 / EAN 5012980123421
1. Another Day in Paradise – 5:22
2. Saturday Night and Sunday Morning – 1:25
3. Heat on the Street – 3:59

7" single WEA 257 359-7 (Warner) [de] / EAN 0022925735973
1. Another Day in Paradise – 4:48
2. Heat on the Street – 3:59

## Formazione
- Phil Collins – tastiera, batteria, voce
- David Crosby – seconda voce
- Leland Sklar – basso
- Dominic Miller – chitarra

## Classifiche
| Classifica (1989-1990)           | Posizione massima |
| -------------------------------- | ----------------- |
| Australia                        | 11                |
| Austria                          | 2                 |
| Belgio (Fiandre)                 | 1                 |
| Canada                           | 1                 |
| Danimarca                        | 1                 |
| Europa                           | 1                 |
| Finlandia                        | 1                 |
| Francia                          | 8                 |
| Germania                         | 1                 |
| Giappone                         | 1                 |
| Irlanda                          | 2                 |
| Italia                           | 1                 |
| Norvegia                         | 1                 |
| Nuova Zelanda                    | 5                 |
| Paesi Bassi                      | 1                 |
| Polonia                          | 1                 |
| Regno Unito                      | 2                 |
| Spagna                           | 9                 |
| Stati Uniti                      | 1                 |
| Stati Uniti (adult contemporary) | 1                 |
| Stati Uniti (mainstream rock)    | 7                 |
| Stati Uniti (radio)              | 1                 |
| Svezia                           | 1                 |
| Svizzera                         | 1                 |

### Classifiche di fine anno
| Classifica (1990) | Posizione |
| ----------------- | --------- |
| Italia            | 3         |

## Versione di Brandy e Ray J
Nel 2000 la cantante Brandy, insieme al fratello Ray J registrò una cover di Another Day in Paradise, che fu pubblicata come primo singolo estratto dell'album tributo a Phil Collins Urban Renewal. Il singolo ottenne un buon successo in vari paesi d'Europa, ricevendo un disco d'oro in Germania. La cover è stata successivamente inserita nell'edizione europea dell'album di Brandy Full Moon del 2002.

### Tracce
CD-Maxi WEA 8573-87383-2 (Warner) / EAN 0685738738328
1. Another Day In Paradise (R&B-Version) – 4:32
2. Another Day In Paradise (Stargate Mix) – 4:19
3. Another Day In Paradise (Stargate Classic Club) – 4:22
4. Another Day In Paradise (Knee Deep Remix) – 6:28
5. Another Day In Paradise (Black Legend VS. J-Reverse Club Mix) – 7:54

CD-Single WEA 8573-88007-5 (Warner) / EAN 0685738800759
1. Another Day In Paradise (R&B-Version) – 4:32
2. Another Day In Paradise (Stargate Mix) – 4:19

The Remixes - 12" Maxi Warner 8573-877-10-0
1. Another Day In Paradise (Knee Deep Remix) – 6:28
2. Another Day In Paradise (Black Legend vs. J-Reverse Club Mix) – 7:54

### Classifiche
| Classifica (2001) | Posizione massima |
| ----------------- | ----------------- |
| Australia         | 11                |
| Austria           | 5                 |
| Belgio (Fiandre)  | 9                 |
| Belgio (Vallonia) | 7                 |
| Danimarca         | 6                 |
| Francia           | 11                |
| Germania          | 2                 |
| Irlanda           | 4                 |
| Norvegia          | 4                 |
| Nuova Zelanda     | 29                |
| Paesi Bassi       | 6                 |
| Regno Unito       | 5                 |
| Svezia            | 4                 |
| Svizzera          | 3                 |